# Deguelia utilis
Cubé,  barbasco,  haiari,  conapi,   pacal o  kumu (Deguelia utilis, sinónimo: Lonchocarpus utilis) pertenece a la familia de las Fabaceae (leguminosa).   Es nativa de las selvas tropicales de Ecuador, Colombia, Perú, Paraguay, Brasil, Argentina, Bolivia, Guyana, en hábitats de 100 a 1800 m s. n. m.
La resina del cubé rotenona, es un extracto de raíces de ésta y del barbasco (Lonchocarpus urucu),  usados para insecticida y piscicida (veneno de peces) comerciales.  
Sus mayores ingredientes activos son rotenona y deguelina.  A pesar de su rótulo real de "orgánico" (o sea producido en la naturaleza)  la rotenona  no se la considera un producto químico amigable y seguro para el ambiente.

## Otra información útil
- Cubé es tóxico a insectos, peces,  otras mascotas.  La primaria forma de entrada en humanos y otros mamíferos es por inhalar el polvo de raíces o su extracto o molienda.
La planta alcanza 2 a 5 m de altura, y las raíces se explotan a los 3 o 4 años de edad, rindiendo 1 kg de materia seca raíz/planta. Muy rara vez florece, por lo que se propaga por estacas.
Al envejecer se hace trepadora, o se echa cuando no hay un tutor. Así los apelativos de "huasca barbasco" (en Loreto, Perú): "soga";  y de "kumo barbasco" (en Cusco): agachado.

## Sinónimos
- Derris nicou (Aubl.)J.F.Macbr.
- Lonchocarpus utilis A.C.Sm.
- Robinia nicou Aubl.
- (enlace roto disponible en Internet Archive; véase el historial, la primera versión y la última).